# Petalocephala ochracea
Petalocephala ochracea är en insektsart som beskrevs av Cai och Kuoh. Petalocephala ochracea ingår i släktet Petalocephala och familjen dvärgstritar. Inga underarter finns listade i Catalogue of Life.